# Liste von Mühlen im Gottleuba- und Seidewitztal

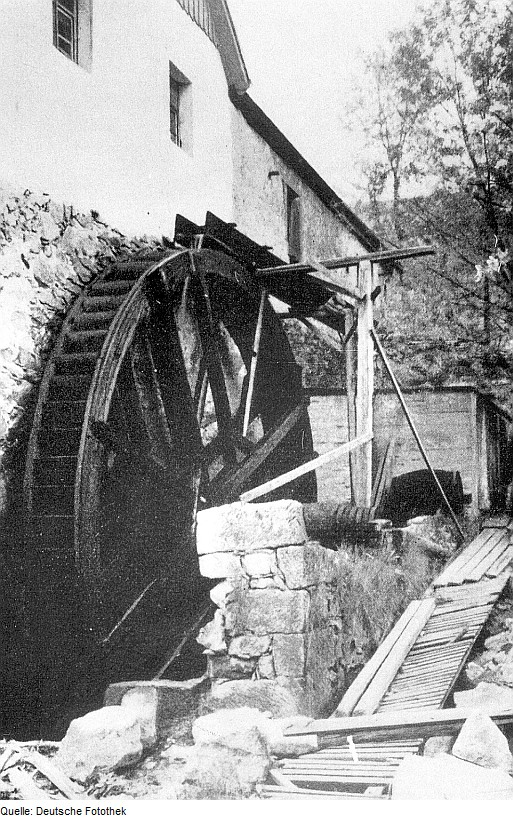
Altes Mühlrad der Bergermühle in Liebstadt

Die Liste von Mühlen im Gottleuba- und Seidewitztal gibt eine Übersicht über die historischen Wassermühlen und Hammerwerke an der Gottleuba und der  Seidewitz unabhängig davon, ob sie noch existieren oder bereits verfallen und abgerissen sind. Es wurden etwa 75 Mühlenstandorte an der Gottleuba und deren Zuflüssen erfasst.
Viele Mühlen existieren nicht mehr, einige sind umgebaut und dienen anderen Zwecken. Durch die Hochwasser-Katastrophen in Sachsen in den Jahren 1897, 1927, 1957/1958 und 2002 sind viele Mühlen zerstört worden, so dass vielfach auch keine Bilder mehr existieren.
Bei Mühlen, die unter Denkmalschutz stehen, kann über die ID-Nummer der jeweilige Denkmaltext aus der sächsischen Denkmalliste aufgerufen werden. Die historische Bedeutung der Mühlen als Einzeldenkmale ergibt sich aus dem Denkmaltext des Landesamts für Denkmalpflege Sachsen.

## Legende
- Bild: zeigt ein Bild der Mühle und gegebenenfalls zusätzlich einen Link zu weiteren Fotos im Medienarchiv Wikimedia Commons.
- Bezeichnung: Name der Mühle und gegebenenfalls Bauwerksname des Kulturdenkmals
- Lage: Ortsteil bzw. Gemarkung sowie Straßenname und Hausnummer. Der Link Karte führt zur Kartendarstellung.
- Datierung: gibt das Jahr der Fertigstellung oder den Zeitraum der Errichtung an.
- Beschreibung: Angabe baulicher und geschichtlicher Einzelheiten, von Denkmaleigenschaften sowie ehemaligen Besitzern oder Bewohnern der Mühle
- ID: Falls die Mühle ein Kulturdenkmal ist, ist hier die ID-Nr. des Landesamts für Denkmalpflege Sachsen angegeben. Ein ggf. vorhandenes Icon  führt zu den Angaben bei Wikidata.

## Liste von Mühlen an der Gottleuba
Die Liste der ehemaligen Mühlen und Hammerwerke an der Gottleuba und der  Bahra ist entsprechend der örtlichen Lage an den Flussläufen von der Quelle zur Mündung gegliedert.
| Mühlen an der Gottleuba                 |                                                              |                                                |                      | |                          |
| Direkt Bild zu diesem Denkmal hochladen | Müller-Mühle Schönwald                                       | Krásný Les, Nr. 35 (Karte)                     |                      | ehem. Müller-Mühle (Müllerův mlýn) am Rybný potok (Schönwalder Bach), Quellfluss der Gottleuba (wüst) |                          |
| Weitere Bilder                          | Grizzloch-Mühle Schönwald                                    | Krásný Les, Nr. 207 (Karte)                    |                      | Grizzlochs Mühle (Grizzlochův mlýn) am Rybný potok, in Betrieb bis 1946 unter dem letzten Müller Anton Samesch, mit erhaltener Mühlentechnik, unter Denkmalschutz | Wikidata-Objekt anzeigen |
| Direkt Bild zu diesem Denkmal hochladen | Ritschl-Mühle Schönwald                                      | Krásný Les, Nr. 134 (Karte)                    |                      | ehem. Ritschl-Mühle (Ritschlův mlýn) am Rybný potok, Mahl- und Sägemühle |                          |
| Direkt Bild zu diesem Denkmal hochladen | Hammer Kleinliebenau                                         | Kleinliebenau (Karte)                          | 17. Jh.              | ehem. Hammer Kleinliebenau (wüst), genaue Lage unklar |                          |
| Weitere Bilder                          | Köhlermühle Breitenau                                        | Breitenau (Karte)                              |                      | ehem. Köhlermühle Breitenau, 1927 durch Hochwasser zerstört und nicht wieder aufgebaut (wüst), genaue Lage unklar |                          |
| Direkt Bild zu diesem Denkmal hochladen | Meiselmühle Breitenau                                        | Breitenau (Karte)                              | 2. Hälfte 19. Jh.    | ehem. Meiselmühle, bis 1990 Sägewerk. Mühle mit Anbau, erhaltene Mühlentechnik und Mühlgraben; Sägemühle mit Wasserantrieb, heute ruinös, baugeschichtlich und technikgeschichtlich von Bedeutung. | 09224824                 |
|                                         | Hammer und Ebertmühle Oelsengrund                            | Oelsengrund (Karte)                            |                      | ehem. Hammergut und Ebertmühle Oelsengrund, 1973 abgerissen (wüst), genaue Lage unklar |                          |
| Weitere Bilder                          | Paustmühle oder Obermühle Oelsen                             | Oelsen (Karte)                                 |                      | ehem. Paust- oder Obermühle Breitenau des Ritterguts Oelsen, 1969 abgerissen (wüst), genaue Lage unklar |                          |
| Direkt Bild zu diesem Denkmal hochladen | Clemensmühle oder Niedermühle Oelsen                         | Oelsen (Karte)                                 |                      | ehem. Clemens- oder Niedermühle Oelsen des Ritterguts Oelsen, 1969 abgerissen (wüst), genaue Lage unklar |                          |
| Direkt Bild zu diesem Denkmal hochladen | Niedergrundmühle oder Krugmühle Oelsen des Ritterguts Oelsen | Oelsen (Karte)                                 |                      | ehem. Niedergrundmühle, Brett- oder Krugmühle Oelsen, im Stauraum der Talsperre Gottleuba, genaue Lage unklar |                          |
| Weitere Bilder                          | Hammer und Mühle Haselberg (Hammergut)                       | Bad Gottleuba, Am Tannenbusch 8-9 (Karte)      |                      | Ursprünglich ein Hammergut, ab 1600 nur noch Mahl- und Schneidemühle Haselberg, beim Hochwasser 1927 schwer beschädigt, danach nur noch Sägewerk, 1965 abgerissen, jetzt nur noch Wohngebäude. | Wikidata-Objekt anzeigen |
|                                         | Fischermühle oder Kappelmühle Hartmannsbach                  | Hartmannsbach, Nr. 1 (Karte)                   |                      | ehem. Fischermühle Hartmannsbach, Mühle 1957 abgerissen, jetzt Wohnhaus |                          |
| Weitere Bilder                          | Max-Bähr-Mühle Gottleuba                                     | Bad Gottleuba, Am Tannenbusch 5; 5a (Karte)    | 1908                 | ehem. Bährmühle (auch Hänselmühle) Gottleuba, jetzt Mühlenmuseum. Mühlengebäude, damit verbundenes Wohn- und Wirtschaftsgebäude, Wohnhaus, hölzerner Funktionsbau (Sägemühle) sowie Mühlentechnik einer ehemaligen Getreide- und Sägemühle mit Bäckerei; Mühlengebäude mit Schmuckfachwerk (1908), Wohn- und Wirtschaftsgebäude mit Schmuckfachwerk (1927), Wohnhaus mit Schmuckfachwerk, im Türsturz bez. 1868, eine der bedeutsamsten historischen Mühlen in der Sächsischen Schweiz, baugeschichtlich, ortsgeschichtlich und technikgeschichtlich von Bedeutung. | 09223400                 |
| Direkt Bild zu diesem Denkmal hochladen | Ehrlichmühle Hartmannsbach                                   | Bad Gottleuba, Waldweg 6 (Karte)               |                      | ehem. Ehrlichmühle Hartmannsbach, bis 1927 Mahlmühle, jetzt Wohnhaus |                          |
| Direkt Bild zu diesem Denkmal hochladen | Obere Ratsmühle oder Glasermühle Bad Gottleuba               | Bad Gottleuba, Königstraße 20 (Karte)          |                      | ehem. Obere Ratsmühle oder Glasermühle Bad Gottleuba, Besitzer Johannes Glaser, 1883 Holzwarenfabrik Paul Köcher & Co., mit Wasserkraftnutzung bis 1927, jetzt Wohnhaus |                          |
| Direkt Bild zu diesem Denkmal hochladen | Untere Ratsmühle oder Linkesche Mühle Bad Gottleuba          | Bad Gottleuba, Königstraße (Karte)             |                      | ehem. Untere Ratsmühle Bad Gottleuba, nach dem Hochwasser 1927 abgerissen, jetzt Wohnhäuser Königstraße 43-45, genaue Lage unklar |                          |
| Direkt Bild zu diesem Denkmal hochladen | Hammergut und Mühle des Ritterguts Giesenstein               | Giesenstein (Karte)                            |                      | ehem. Hammergut und Mühle Giesenstein, zum Rittergut Giesenstein gehörend (unter Denkmalschutz). Die Schneidemühle stand unterhalb des Herrenhauses am rechten Ufer der Gottleuba (wüst), genaue Lage unklar. | 09303855                 |
| Direkt Bild zu diesem Denkmal hochladen | Hänselmühle oder Rölligmühle Berggießhübel                   | Berggießhübel, Am Poetenweg 4-5 (Karte)        |                      | ehem. Hänselmühle oder Rölligmühle Berggießhübel, urspr. Hammer Heynechberg von 1450 bis 1650, ab 1678 Brettmühle, 1927 völlig zerstört, jetzt Wohnhaus |                          |
| Direkt Bild zu diesem Denkmal hochladen | Rosenwirthmühle Berggießhübel                                | Berggießhübel (Karte)                          |                      | ehem. Rosenwirthmühle Berggießhübel, benannt nach dem Besitzer Andreas Rosenwirth, nach 1927 abgerissen (wüst), genaue Lage unklar |                          |
| Direkt Bild zu diesem Denkmal hochladen | Oberhammer Berggießhübel                                     | Berggießhübel, Am Oberhammer 1 (Karte)         | 1835                 | ehem. Oberhammer Berggießhübel, um 1500 Hammerwerk, ab 1722 Kupferhütte mit Pochwerk, 1850 bis 1911 Oberhammer des Einsiedelschen Eisenwerks mit drei Hämmern, jetzt Wohnhaus |                          |
| Direkt Bild zu diesem Denkmal hochladen | Eisenhammer oder Cramerscher Hammer Berggießhübel            | Berggießhübel, Talstraße (Karte)               |                      | urspr. Fuchsberghammer (im 16. Jh.), ab 1775 Cramerscher Holzkohle-Hochofen und Hammer, ab 1836 Eisenhammer im Besitz des Grafen von Einsiedel (Einsiedelsches Eisenwerk), 1934 Gießerei Glauber & Simon und Maschinenfabrik Paul Fischer, ab 1952 Infesto-Werk zur Herstellung von Kolbenringen, jetzt Wohnhaus |                          |
| Direkt Bild zu diesem Denkmal hochladen | Zwieselmühle Berggießhübel                                   | Berggießhübel, An der Zwieselmühle 2 (Karte)   | 1787                 | Ehem. Zwieselmühle Berggießhübel, bis 1989 Gaststätte. Winkliges Mühlengebäude und nördlich daran anschließendes Seitengebäude eines Mühlenanwesens, dazu Mühlgraben und Mühlentechnik; Mühlengebäude Obergeschoss Fachwerk verputzt; Türschlussstein bez. 1787, baugeschichtlich und technikgeschichtlich von Bedeutung. | 09223699                 |
| Direkt Bild zu diesem Denkmal hochladen | Unterhammer Berggießhübel                                    | Berggießhübel, (Karte)                         |                      | ehem. Unterhammer Berggießhübel, von 1445 bis 1775 in Betrieb (wüst), genaue Lage unklar |                          |
|                                         | Papierfabrik Schmidt Langenhennersdorf                       | Langenhennersdorf, Pirnaer Straße 15 (Karte)   | 1885                 | Ab 1885 Papierfabrik Schmidt & Co. K.-G. Langenhennersdorf, ab 1932 Papierfabrik Joseph Schmidt, 1945 demontiert, ab 1972 zu den Netzwerken Heidenau gehörend, jetzt Kleinwasserkraftanlage. |                          |
| Direkt Bild zu diesem Denkmal hochladen | Grundmühle oder Buschmühle Langenhennersdorf                 | Langenhennersdorf, An der Waldburg 7 (Karte)   |                      | ehem. Grundmühle oder Buschmühle Langenhennersdorf, von 1873 bis 1930 im Besitz von Hermann Hering, 1897 zerstört, als Mahlmühle bis 1927 in Betrieb, jetzt Wohnhaus |                          |
| Direkt Bild zu diesem Denkmal hochladen | Heringmühle Langenhennersdorf                                | Langenhennersdorf, An der Waldburg 9 (Karte)   |                      | ehem. Schneidemühle, nach dem Hochwasser von 1897 vom Besitzer der Grundmühle, Hermann Hering, neu errichtet, bis 1990 in Betrieb |                          |
|                                         | Bährmühle Langenhennersdorf                                  | Langenhennersdorf An der Waldburg 5 (Karte)    |                      | ehem. Bährmühle Langenhennersdorf (urspr. Hofemühle Langenhennersdorf), Kunstmühle und Holzsägewerk Carl Bähr, bis 1957 Betrieb mit Wasserkraft, ab 1965 im Besitz der LPG Langenhennersdorf, Mühle bis 1979 noch in Betrieb. |                          |
| Weitere Bilder                          | Pappenfabrik Zacharias Cotta                                 | Cotta, Pirnaer Straße 3 (Karte)                |                      | ehem. Pappenfabrik Zacharias Cotta, 1945 demontiert, 1948 bis 1953 Presswerk Langenhennersdorf, von 1953 bis 1990 Hartpappen und Fasergusswerk, ab 1991 Kleinwasserkraftanlage. |                          |
| Direkt Bild zu diesem Denkmal hochladen | Holzstofffabrik Lein Langenhennersdorf                       | Langenhennersdorf (Karte)                      |                      | urspr. Lugersche Brettmühle Langenhennersdorf (Schneidemühle bis 1880), ab 1884 Holzstofffabrik Ottmar Lein Langenhennersdorf, ab 1929 Übernahme durch die Ostushenrichwerke AG, 1945 enteignet, ab 1992 nicht mehr industriell genutzt, genaue Lage unklar |                          |
| Direkt Bild zu diesem Denkmal hochladen | Protzemühle oder Neundorfer Mühle                            | Kleincotta, Cotta B 16b (Karte)                | erste Erwähnung 1575 | ehem. Höhnel- oder Protzemühle Cotta (auch Neundorfer Mühle); Brotbäckerei und Mühlenwerke Julius Protze. Mühle mit Mühlengebäude (Nr. 16e), Wohngebäude sowie Nebengebäude (Nr. 16d, mit Wohn- und Scheunenteil); neuere große Mühlengebäude hintere Teil ruinös, Wohngebäude mit Fachwerk-Obergeschoss, massives Nebengebäude, baugeschichtlich und ortsgeschichtlich von Bedeutung. | 09225540                 |
| Direkt Bild zu diesem Denkmal hochladen | Brettschneidemühle Neundorf                                  | Pirna-Neundorf, Alt-Neundorf 58 (Karte)        |                      | ehem. Brettschneidemühle Neundorf, jetzt Firma Agrotex |                          |
| Weitere Bilder                          | Neundorfer Mühle (Rittergut Rottwerndorf)                    | Pirna-Neundorf, Alt-Neundorf 23 (Karte)        |                      | ehem. Neundorfer Mühle, jetzt Wohnhaus der Lebenshilfe e. V. Pirna |                          |
| Direkt Bild zu diesem Denkmal hochladen | Stegemühle Cotta                                             | Cotta (Karte)                                  |                      | ehem. Stegemühle Cotta des Ritterguts Cotta (wüst), genaue Lage unklar |                          |
| Direkt Bild zu diesem Denkmal hochladen | Schlossmühle Rottwerndorf                                    | Pirna-Rottwerndorf, Altrottwerndorf 28 (Karte) | 1721/1833            | Ehem. Schlossmühle, 2013 abgebrochen. Mühle, dazu zwei Nebengebäude und Gottleuba-Mühlgraben; baugeschichtlich, technikgeschichtlich und ortsbildprägend von Bedeutung, Hauptbau ein verputzter Fachwerkbau mit Reliefstein mit Bezeichnung über der Tür. | 09220977                 |
| Direkt Bild zu diesem Denkmal hochladen | Kleine Mühle I Rottwerndorf                                  | Pirna-Rottwerndorf, Alt-Rottwerndorf           | 1721                 | ehem. Mühle Rottwerndorf, Mahl- und Schneidemühle, ab 1900 Steinsäge, dann abgerissen, jetzt Standort der Sächsischen Sandsteinwerke GmbH, genaue Lage unklar |                          |
| Direkt Bild zu diesem Denkmal hochladen | Kleine Mühle II Rottwerndorf                                 | Pirna-Rottwerndorf, Alt-Rottwerndorf 2 (Karte) |                      | ehem. Mühle Rottwerndorf, durch das Hochwasser 1927 schwer beschädigt und danach abgerissen, jetzt Wohnhaus |                          |
| Direkt Bild zu diesem Denkmal hochladen | Steinbohrwerk Pirna                                          | Pirna                                          |                      | um 1830 Steinbohrwerk Pirna am Mühlgraben der Walkmühle (wüst), genaue Lage unklar |                          |
| Weitere Bilder                          | Walkmühle oder Tuchmachermühle Pirna                         | Pirna, Rottwerndorfer Straße (Karte)           | 1423                 | ehem. Walkmühle, 1639 zerstört, ab 1722 Walk- und Mahlmühle, später als Fabrikgebäude genutzt, 2008 abgerissen, genaue Lage unklar |                          |
| Weitere Bilder                          | Kohlmühle Pirna                                              | Pirna, Mühlenstraße 3 (Karte)                  | 2. Hälfte 19. Jh.,   | ehem. Kohlmühle der Stadt Pirna, 1860 modernisiert, bis 1985 in Betrieb, jetzt Wohnhaus und Gaststätte; Mühle mit dreiseitiger Bebauung, eingeschlossen das stattliche Mühlengebäude (mit erhöhtem Kopfbau), das Wohnhaus und die eingeschossige Scheune; baugeschichtlich, ortsgeschichtlich und technikgeschichtlich von Bedeutung. | 09220928                 |
| Direkt Bild zu diesem Denkmal hochladen | Stadtschreibermühle oder Herrenmühle Pirna                   | Pirna, Clara-Zetkin-Straße 10 (Karte)          | Umbau 19. Jh.        | ehem. Stadtschreibermühle, ab 1936 Eisfabrik Böhme. Das feste Wehr mit Fischbauchklappe befindet sich an der Gottleuba sowie Ufereinfassung aus Sandsteinquadern an der Zehistaer Straße 2-3; technikgeschichtlich von Bedeutung. | 09226315                 |
| Direkt Bild zu diesem Denkmal hochladen | Niedermühle oder Kesemeisters Mühle Pirna                    | Pirna (Karte)                                  |                      | ehem. Niedermühle Pirna am Gottleuba-Mühlgraben, 1872 beim Bau des Bahnhofs abgebrochen, genaue Lage unklar |                          |
| Mühlen im Bahratal                      |                                                              |                                                |                      | |                          |
|                                         | Bienhofmühle                                                 | Bienhof 3 (Karte)                              | 1795                 | Ehem. Hammergut bzw. Mühlengut Bienhof, die Mühle bis 1950 in Betrieb. Sachgesamtheit Bienhofmühle mit folgendem Einzeldenkmal: Mühlen-Gasthof (ID-Nr. 09306799) und den Sachgesamtheitsteilen Mühlengebäude, Scheune sowie Mühlteich mit Resten des Mühlgrabens; seit dem 16. Jh. belegter, in sich geschlossener Mühlenstandort mit baulichen Zeugnissen verschiedener Epochen in Bienhof, Mühlengebäude 1795 errichtet, darin befindliches Gewölbe verweist auf einen Vorgängerbau, Mühlentechnik ohne Denkmalwert, Mühle und Scheune mit zahlreichen An- und Umbauten, weitgehend original erhaltener Mühlen-Gasthof, errichtet 1881, Mühlteich nach Hochwassern mehrfach ertüchtigt, baugeschichtlich, ortsgeschichtlich und technikgeschichtlich von Bedeutung. | 09224915                 |
| Direkt Bild zu diesem Denkmal hochladen | Walter-Mühle Raitza                                          | Rájec 3 (Karte)                                |                      | ehem. Walter-Mühle (Walterův mlýn) am Rájecký potok (Raitzabach) (wüst) |                          |
|                                         | Mühle in Hungertuch                                          | Hladov 91 (Karte)                              |                      | ehem. Mühle Hungertuch (Hladov) am Olšový potok (Loschebach), später Sägewerk (wüst) |                          |
|                                         | Hammer und Mühle Fichte in Hellendorf                        | Hellendorf (Karte)                             |                      | ehem. Hammer und Mühle Fichte am Buschbach, nach 1961 abgebrochen (wüst), genaue Lage unklar |                          |
| Direkt Bild zu diesem Denkmal hochladen | Hammer und Mühle Kleppisch in Hellendorf                     | Hellendorf (Karte)                             |                      | ehem. Hammer und Mühle Kleppisch am Buschbach, ab 1898 Metallwarenfabrik, jetzt Bahrataler Industriemontagen GmbH |                          |
| Direkt Bild zu diesem Denkmal hochladen | Griesbachmühle Hellendorf                                    | Hellendorf, Dorfstraße 41b (Karte)             | um 1900              | ehem. Griesbachmühle, 1915 abgerissen, jetzt Wohnhaus; Mühlengebäude über winkligem Grundriss; später Knopf- und Reißverschlussfabrik, Putzbau mit Drempel, Natursteingewände, Satteldach, baugeschichtlich und ortsgeschichtlich von Bedeutung. | 09223807                 |
| Direkt Bild zu diesem Denkmal hochladen | Cratzhammer (Hammergut Cratza)                               | Hellendorf, Dorfstraße 46 (Karte)              | 1805                 | ehem. Hammergut Cratza; Gutsverwalterhaus eines Hammergutes; errichtet als Gutshaus des Hammergutes Cratza, lang gestreckter Putzbau mit Korbbogentür, im Schlussstein bez., baugeschichtlich und ortsgeschichtlich von Bedeutung. | 09223805                 |
| Direkt Bild zu diesem Denkmal hochladen | Kretzschmarmühle Hellendorf                                  | Hellendorf, Dorfstraße 48 (Karte)              | 1815                 | Ehem. Kretzschmarmühle Hellendorf, Mühle bis 1972 in Betrieb, Bäckerei bis 1998. Wohnmühlengebäude mit zwei Anbauten, westlicher, frei stehender Scheune sowie hölzernem Nebengebäude (Schuppen) jenseits der Straße, dazu Mühlentechnik, Mühlgraben und Backofen; ehemalige Getreide- oder Mahl- und Sägemühle mit einer rückwärtigen Radkammer, Kernbau verputzt mit Krüppelwalmdach, in der Fassade bez., innen Backofen, jüngere massive Anbau ebenfalls verputzt, mit Drempel und Satteldach, andere Anbau im Obergeschoss verbrettert, gut 200 Jahre alte Mahlmühle mit technischer Ausstattung, baugeschichtlich und ortsgeschichtlich von Bedeutung. | 09223803                 |
| Direkt Bild zu diesem Denkmal hochladen | Obermühle Markersbach                                        | Markersbach, Am Taubenherd 4 (Karte)           |                      | ehem. Markersbacher Mühlengut, Gut und Mühle lange im Besitz der Familie Schröder, später Trennung in Gut und Schneidemühle, die bis 1990 in Betrieb war |                          |
| Direkt Bild zu diesem Denkmal hochladen | Mittelmühle Markersbach                                      | Markersbach, Mühlenweg 17 (Karte)              | 1823                 | ehem. Mittelmühle Markersbach; Wohnstallhaus, Seitengebäude und Scheune im Winkel sowie Schuppen eines Bauernhofes; Wohnstallhaus Putzbau mit Drempel, Seitengebäude und Scheune Obergeschoss Fachwerk verbrettert, baugeschichtlich und wirtschaftsgeschichtlich von Bedeutung. | 09223787                 |
| Direkt Bild zu diesem Denkmal hochladen | Niedermühle Markersbach                                      | Markersbach, Alter Weg 33 (Karte)              | 1. Hälfte 19. Jh     | Ehem. Niedermühle Markersbach (Sägemühle), später Dampfsäge- und Hobelwerk Kurt Herzog Markersbach bis 1962. Müllerwohnhaus und Scheune einer ehemaligen Mühle; beide Gebäude Obergeschoss Fachwerk verbrettert, Krüppelwalmdächer, baugeschichtlich und ortsgeschichtlich von Bedeutung. | 09223792                 |
| Weitere Bilder                          | Hammergut Kammerhof                                          | Markersbach, Buchenhain 34; 34a (Karte)        | 17. Jh.              | ehem. Hammergut Kammerhof Markersbach, jetzt Wohnanlage. Wohnstallhaus, Seitengebäude, Scheune und Schuppen eines Vierseithofes, dazu Brunnen und Hofmauer mit zwei Torpfeilern und Pforte; lang gestrecktes Wohnstallhaus mit Eisenkunstgussplatte über der Tür, massiv, Steingewände, Krüppelwalmdach, Scheune mit Durchfahrt, baugeschichtlich, ortsgeschichtlich und wirtschaftsgeschichtlich von Bedeutung. | 09223793                 |
| Direkt Bild zu diesem Denkmal hochladen | Mahlmühle Buchenhain                                         | Markersbach, Buchenhain 56 (Karte)             |                      | ehem. Mahlmühle Buchenhain (OT von Markersbach) am Kache-Bach, 1897 Mühlenbetrieb eingestellt, jetzt Wohnhaus |                          |
| Direkt Bild zu diesem Denkmal hochladen | Bahrhammer und Irrgangmühle Bahra                            | Bahra, Am Teich 1 (Karte)                      |                      | ehem. Bahrhammer und Irrgangmühle Bahra, jetzt Wohnhaus |                          |
| Direkt Bild zu diesem Denkmal hochladen | Lohmühle oder Hiekmannmühle Bahra                            | Bahra, An der Bahra 16 (Karte)                 |                      | ehem. Lohmühle oder Hiekmannmühle Bahra, jetzt Wohnhaus |                          |
| Direkt Bild zu diesem Denkmal hochladen | Bahrmühle oder Heringmühle Bahra                             | Bahra, An der Bahra 19 (Karte)                 |                      | ehem. Bahrmühle Bahra, später Zimmermannmühle, von der Denkmalliste gestrichen. Mühlenwohnhaus und Scheune eines ehemaligen Mühlenanwesens; ehemalige Mahl- und Ölmühle, Lohstampfe und Mühlenwohnhaus, Schneidemühle mit Landwirtschaft, nach 1945 im Besitz von Franz Zimmermann (Zimmermannmühle), bis 1957 in Betrieb. | 09224422                 |
| Direkt Bild zu diesem Denkmal hochladen | Zeidelmühle (auch Zeitelmühle) Langenhennersdorf             | Bahra, An der Bahra 20 (Karte)                 |                      | Ehem. Zeidelmühle Langenhennersdorf, später Holzschleife Bahra |                          |

## Liste von Mühlen an der Seidewitz
Die Liste der ehemaligen Mühlen und Hammerwerke an der Seidewitz und der  Bahre ist entsprechend der örtlichen Lage an den Flussläufen von der Quelle zur Mündung gegliedert.
| Mühlen an der Seidewitz                 |                                                       |                                                  |              | |          |
| Weitere Bilder                          | Mühle Walddörfchen (Breitenau)                        | Walddörfchen 3b (Karte)                          | 1812         | Wohnmühlenhaus; Putzbau mit steilem Satteldach, baugeschichtlich und ortsgeschichtlich von Bedeutung. Ehem. Mühle Walddörfchen: um 1600 als Schrotmühle errichtet; aufgrund der zeitweise geringen Wasserführung im Oberlauf des Flusses kein durchgehend geregelter Betrieb möglich; 1950 außer Betrieb gesetzt. | 09223776 |
| Weitere Bilder                          | Mühle Hennersbach                                     | Hennersbach 8 (Karte)                            |              | ehem. Mühle Hennersbach, 1605 als Mahl- und Schrotmühle erbaut; 1788 erneuert; 1948 stillgelegt, jetzt Wohnhaus |          |
| Direkt Bild zu diesem Denkmal hochladen | Ziegenrückenmühle                                     | Liebstadt (Karte)                                | 1801         | ehem. Ziegenrückenmühle (wüst); 1801 vom Liebstädter Schlossherren Carl Adolf von Carlowitz zu Füßen des Ziegenrückens an der Wegbrücke nach Lichtenberg als Brett- und Schneidemühle errichtet; während der Befreiungskriege 1813 von französischen Soldaten zerstört; wegen geringer gewordener Holzerträge und fehlender Baumaterialien nicht wieder aufgebaut, genaue Lage unklar. |          |
| Weitere Bilder                          | Bergermühle Liebstadt                                 | Liebstadt, Glashütter Straße 11 (Karte)          |              | ehem. Bergermühle oder Berge-Mühle Liebstadt, benannt nach dem Besitzer Karl Hermann Berger bzw. nach der späteren Besitzerfamilie Berge; 1695 als Ölmühle in Betrieb genommen; seit 1841 zusätzlich als Mahlmühle genutzt; bis 1950 in Betrieb, jetzt Wohnhaus |          |
| Weitere Bilder                          | Obermühle Liebstadt                                   | Liebstadt, Bachstraße 11 (Karte)                 | um 1800      | ehem. Obermühle Liebstadt, bereits 1425 urkundlich erwähnt; wahrscheinlich als Mahlmühle gegründet; 1884 stillgelegt; Wohnhaus und winklig angebautes Nebengebäude; Wohnhaus Obergeschoss Fachwerk verputzt, mit Scheune und Heuboden, baugeschichtlich und sozialgeschichtlich von Bedeutung. | 09222005 |
| Weitere Bilder                          | Mittelmühle oder Dietzemühle Liebstadt                | Liebstadt, Pirnaer Straße 20 (Karte)             |              | ehem. Mittelmühle Liebstadt, um 1450 als Mahlmühle erbaut, später auch als Schrotmühle genutzt; während der Hochwasser 1617, 1804 und 1927 schwer beschädigt; 1963 Beendigung des Mahlbetriebes; 1987 endgültig stillgelegt, jetzt Wohnhaus |          |
| Weitere Bilder                          | Niedermühle oder Schlossmühle Liebstadt               | Liebstadt, Pirnaer Straße 30-32 (Karte)          |              | ehem. Niedermühle Liebstadt, 1546 vom Liebstädter Schlossherren Günther von Bünau als Säge- und Mahlmühle errichtet; wiederholt durch Kriege (1643) und Hochwasser (1897) schwer beschädigt; nach Zerstörung im Hochwasser 1927 vier Jahre später zum Sägewerk umgebaut und 1968 stillgelegt; jetzt Wohnhaus und Firma Hutzel Seidewitztal GmbH. |          |
| Weitere Bilder                          | Schneckenmühle Großröhrsdorf                          | Großröhrsdorf, Großröhrsdorfer Straße 95 (Karte) | 1844         | Wohnmühlenhaus (ohne Verandenanbau), dahinter liegender Felsenkeller und Seitengebäude jenseits der Straße; Wohnmühlenhaus Putzbau über winkligem Grundriss, im Innern bez., hölzernes Seitengebäude, baugeschichtlich und ortsgeschichtlich von Bedeutung. Schneckenmühle: 1555 erstmals erwähnte Mahlmühle; nach dem Bau der Seidewitztalstrasse (1871) Entwicklung zum Landgasthof; während des Zweiten Weltkrieges Erholungsheim; zu DDR-Zeiten Betriebsferienheim des VEB Maschinenfabrik Heidenau (bis 1960), ab 1961 Kinderferienlager „Fritz Schulze“ der Akademie der Wissenschaften der DDR, seit 1991 bis heute „Kinderdorf Schneckenmühle“. | 09224175 |
|                                         | Hennigmühle oder Biensdorfer Mühle                    | Biensdorf (Karte)                                |              | ehem. Mühle Biensdorf am linken Ufer der Seidewitz: 1905 als Schrot-, Knochen- und Sägemühle erbaut; 1971 abgerissen (wüst), Brücke der ehem. Zufahrt erhalten |          |
| Weitere Bilder                          | Nentmannsdorfer Mühle                                 | Nentmannsdorf, Nr. 1 (Karte)                     |              | ehem. Nentmannsdorfer Mühle: 1484 erwähnte Mahlmühle; durch das Hochwasser 1927 schwer beschädigt, weitere Gebäudeteile brannten zudem anschließend noch ab; später Gasthof; ab 1947 Kindererholungsstätte; ab 1956 Lazarett der NVA, jetzt Wohnhaus |          |
| Weitere Bilder                          | Eulmühle Niederseidewitz                              | Niederseidewitz, Nr. 13 (Karte)                  | 1822         | Wohnhaus, Scheune mit angebautem Stallteil und Funktionsgebäude, dazu Torpfeiler, Mühlgraben und alte Mühlentechnik; Getreidemühle, Stallgebäude mit Fachwerkgiebel und Türschlussstein bez. 1713, Funktionsgebäude Türsturz bez. 1822, Mühlgraben bez. 1711, ortsgeschichtlich von Bedeutung. Eulmühle Niederseidewitz: wahrscheinlich im 15. Jahrhundert als Mahlmühle erbaut; Name leitet sich von einer früheren Bezeichnung des Seidewitztales (Eulengrund) ab; 1995 stillgelegt; die Mühle befindet sich unmittelbar an der Alten Dresden-Teplitzer Poststraße                                                                                    | 09224193 |
| Weitere Bilder                          | Zuschendorfer Schlossmühle oder Hofemühle Zuschendorf | Pirna-Zuschendorf, Liebstädter Straße 50 (Karte) | 1905         | ehem. Zuschendorfer Schlossmühle, auch Mühle Morgenstern. Wohnmühlenhaus der ehem. Mühle; villenartig, mit Anklängen an den Schweizerstil, baugeschichtlich und ortsgeschichtlich von Bedeutung. | 09220773 |
| Weitere Bilder                          | Lindigtmühle Pirna                                    | Pirna, Postweg 110 (Karte)                       |              | ehem. Lindigtmühle Pirna am Seidewitz-Mühlgraben (Schlängelbach), von 1906 bis 1990 Metallwarenfabrik, jetzt zur Ruine verfallen |          |
| Weitere Bilder                          | Neumühle oder Knaufmühle Pirna                        | Pirna, Königsteiner Straße 12 (Karte)            | 1443/um 1850 | Ehem. Neumühle oder Knaufmühle bzw. Promnitzens Mühle am Seidewitz-Mühlgraben (Schlängelbach), später Steingutfabrik. Mühlenanwesen mit drei Gebäuden und Hofpflasterung; baugeschichtlich, ortsgeschichtlich und technikgeschichtlich von Bedeutung. | 09220710 |
| Weitere Bilder                          | Brettmühle Pirna                                      | Pirna, Maxim-Gorki-Straße 22 (Karte)             | 1435/1898    | Ehem. Brettmühle Pirna am Seidewitz-Mühlgraben (Schlängelbach), später Fensterfabrik und Holzfabrik Friedrich Hengst Pirna, Architekt: Paul Ranft (1854–1938). Ehemalige Mühle und spätere Fensterfabrik mit allen Gebäuden (dabei drei große Bauten und zwei Lagerschuppen), der unterirdisch verlaufende Mühlgraben des umgeleiteten Schlängelbachs und der Keller mit Einstiegshäuschen; baugeschichtlich, ortsgeschichtlich, städtebaulich und künstlerisch von Bedeutung. Gründerzeitbauten (aus Backstein), Hauptgebäude mit teilweise originaler Ausstattung.                                                                                    | 09220474 |
| Mühlen im Bahretal                      |                                                       |                                                  |              | |          |
| Weitere Bilder                          | Göppersdorfer Mühle                                   | Göppersdorf, Göppersdorfer Straße 11 (Karte)     |              | ehem. Göppersdorfer Mühle am Wingendorfer Bach, bis 1927 in Betrieb, jetzt Wohnhaus |          |
| Weitere Bilder                          | Sandmühle Gersdorf                                    | Gersdorf, Nr. 33 (Karte)                         |              | ehem. Sandmühle Gersdorf am Wingendorfer Bach, seit 1910 Wohnhaus |          |
| Weitere Bilder                          | Falkenmühle Gersdorf                                  | Gersdorf, Nr. 35 (Karte)                         |              | ehem. Falkenmühle Gersdorf am Gersdorfer Bach, bis 1969 in Betrieb, jetzt Wohnhaus |          |
| Weitere Bilder                          | Bornmühle Borna (am Bornaer Bach)                     | Borna, Nr. 12 (Karte)                            |              | ehem. Bornmühle Borna am Bornaer Bach, um 1900 Landmaschinenfabrik Paul Knauthe, jetzt Wohnhaus |          |
| Weitere Bilder                          | Reibigmühle Friedrichswalde                           | Friedrichswalde, Nr. 5 (Karte)                   |              | ehem. Reibigmühle Friedrichswalde, Mühlenbetrieb bis 1972, Bäckerei bis 1979, jetzt Wohnhaus |          |
|                                         | Rote Mühle Ottendorf                                  | Ottendorf (Karte)                                |              | ehem. Rote Mühle Ottendorf (wüst), unter der Bahretalbrücke, genaue Lage unklar |          |
| Weitere Bilder                          | Mühle Dohma                                           | Dohma, Bahretalstraße 3 (Karte)                  | 1863         | ehem. Mühle Dohma am Dohmaer Wasser; Wohnhaus und zwei Seitengebäude eines Mühlenanwesens; im Giebel Müllerwappen und Inschrift, bez. 1863, baugeschichtlich und ortsgeschichtlich von Bedeutung. | 09224055 |